# Баритон (смычковый инструмент)
Баритон (фр. baryton, нем. Baryton, англ. baryton, итал. baryton) — струнный смычковый музыкальный инструмент семейства виол.
Главным отличием баритона от других инструментов семейства виол, за исключением виолы д'амур, является наличие симпатических (бурдонных) струн (от 9 до 24, чаще 12). Эти струны проходят под грифом инструмента, имеющего вид открытого короба. Цель этих струн — усиливать звучание основных струн (7, реже 6), возбуждаемых смычком и, также, на них можно играть пиццикато большим пальцем правой руки во время того, как обычные струны играются смычком. По размеру баритон сопоставим с виолончелью.
Баритон регулярно использовался в Европе до конца XVIII века.Он вышел из употребления из-за сложной техники игры, неудобства настройки большого количества струн — и игровых, и бурдонных.
Баритон был любимым инструментом князя Эстерхази, для которого специально писали произведения, чаще всего трио, Йозеф Гайдн и Луиджи Томазини.